# Élections législatives japonaises de 1980
Les élections législatives japonaises à la Chambre des représentants se déroulent au Japon le 22 juin 1980.

## Résultats
|                          |                              |            |       |        |               |
| Partis                   | Partis                       | Voix       | %     | Sièges | +/-           |
|                          | Parti libéral-démocrate      | 28 262 442 | 47,88 | 284    | 36            |
|                          | Parti socialiste japonais    | 11 400 748 | 19,31 | 107    | en stagnation |
|                          | Parti communiste japonais    | 5 803 613  | 9,83  | 29     | 10            |
|                          | Kōmeitō                      | 5 329 942  | 9,03  | 33     | 24            |
|                          | Parti démocrate socialiste   | 3 896 728  | 6,60  | 32     | 4             |
|                          | Nouveau Club libéral         | 1 766 396  | 2,99  | 12     | 8             |
|                          | Fédération sociale-démocrate | 402 832    | 0,68  | 3      | 1             |
|                          | Autres                       | 109 168    | 0,18  | 0      | en stagnation |
|                          | Indépendants                 | 2 056 967  | 3,48  | 11     | 8             |
|                          |                              |            |       |        |               |
| Votes valides            | Votes valides                | 59 028 837 | 97,82 |        |               |
| Votes blancs et nuls     | Votes blancs et nuls         | 1 313 492  | 2,18  |        |               |
| Total                    | Total                        | 60 342 329 | 100   | 511    | en stagnation |
| Abstention               | Abstention                   | 20 582 705 | 25,43 |        |               |
| Inscrits / participation | Inscrits / participation     | 80 925 034 | 74,57 |        |               |
| Sources,                 |                              |            |       |        |               |